# Rejon Telenești
Rejon Telenești – rejon administracyjny w centralnej Mołdawii.

## Demografia
Liczba ludności w poszczególnych latach:
| 1959  | 1970  | 1979  | 1989  | 2004  | 2014  |
| ----- | ----- | ----- | ----- | ----- | ----- |
| 61794 | 76349 | 74987 | 74417 | 70126 | 73100 |